# Jeunesse Sportive de Ouidah
Jeunesse Sportive de Ouidah (kurz JS Ouidah oder JSO) ist ein beninischer Fußballverein aus Ouidah, Département Atlantique. 
Gemeinsam mit Bani Gansè FC stieg der Club am Ende der Spielzeit 2021/22 in den Championnat National du Benin auf und gehört der ersten Liga des Landes mit Stand Februar 2023 an. Die Heimspiele finden im Stade Muncipal de Ouidah aus statt, das 1000 Plätze umfasst.